# Приключения Верки Сердючки
«Приключения Верки Сердючки» (укр. Пригоди Вєрки Сердючки) — украинский комедийный музыкальный телефильм. Фильм снят как биография комичного персонажа Андрея Данилко — Верки Сердючки. Премьера фильма состоялась на телеканале «Интер» 31 декабря 2005 года.

## Сюжет
Верка Сердючка родилась в селе. Ходила в школу и пасла коров, но, как эдакая украинская Золушка, всегда желала чего-нибудь добиться. Затем вырвалась из глухой провинции и стала работать проводницей. Окончив эстрадно-цирковое училище, начала работать в Киевском цирке, где и начала сиять её звёзда. Наконец, приехав в шальную Москву, Верка добилась успеха, взобравшись на самый олимп шоу-бизнеса.

## В ролях
| Роль                        | Актёр              |
| --------------------------- | ------------------ |
| Верка Сердючка              | Андрей Данилко     |
| мама Верки, Инна Адольфовна | Инна Белоконь      |
| Рома, друг детства          | Роман Богданов     |
| Илюша Кобылко               | Сергей Бедило      |
| Ася Карповна                | Нина Шаролапова    |
| проводница Леся             | Ольга Когут        |
| директор цирка              | Виктор Цекало      |
| камео                       | Филипп Киркоров    |
| директор школы              | Николай Олийнык    |
| учительница химии           | Тамара Яценко      |
| учительница рисования       | Татьяна Шелига     |
| учитель физкультуры         | Олег Примагенов    |
| учитель пения               | Владимир Горянский |

## Песни
| №  | Название песни           | Автор музыки   | Автор слов                     | Исполнительница |
| -- | ------------------------ | -------------- | ------------------------------ | --------------- |
| 1. | «Хорошо красавицам»      | Любаша         | Любаша                         | Верка Сердючка  |
| 2. | «Киевский вокзал»        | Любаша         | Любаша                         | Верка Сердючка  |
| 3. | «Люби меня»              | Любаша         | Любаша                         | Верка Сердючка  |
| 4. | «Плакать или радоваться» | Любаша         | Любаша                         | Верка Сердючка  |
| 5. | «А я смеюсь»             | Любаша         | Любаша                         | Верка Сердючка  |
| 6. | «Помада»                 | Андрей Данилко | Андрей Данилко Аркадий Гарцман | Верка Сердючка  |
| 7. | «Трали-вали»             | Любаша         | Любаша                         | Верка Сердючка  |

## Производство и показ
Съёмки фильма проходили и в Киевском цирке, и на Киевском центральном железнодорожном вокзале, и в киевской бывшей Октябрьской больнице. А в Переяслав-Хмельницком Музее народной архитектуры и быта под открытым небом снималось родное село Верки Сердючки. По замыслу Андрея Данилко в одном из эпизодов должны были избивать двойников Верки Сердючки.
Фильм монтировался в большой спешке, был закончен только 25 января и при этом получился из рук вон плохо. Но на телевидении доверяли режиссёрскому мастерству Семёна Горова и купили фильм без предварительного просмотра.
На украинском телевидении премьера фильма состоялась 31 декабря 2005 года на канале «Интер». Пиковая доля аудитории музыкального фильма составила 35,3 %, уступив первое место лишь новогоднему поздравлению президента Украины Ющенко.
На российском телевидении премьера фильма должна была состояться 1 января 2006 года на «Первом канале», но показ телемюзикла был отменён из-за претензий к качеству фильма со стороны руководства канала, по мнению которого фильм получился некачественным и сырым. Кроме того, была признана кощунственной сцена, в которой Сердючка представала в образе ангела с крылышками и нимбом над головой.
Ходили слухи, что Андрей Данилко был расстроен невыходом в эфир своего сценаристского дебюта. Эти слухи были опровергнуты самим Данилко, который согласился с замечаниями, признал фильм урезанным и куцым, объяснил его некачественность монтажом в режиме аврала и без участия самого Данилко. Также он обещал полностью перемонтировать и даже переозвучить фильм. Данилко высказал свою радость тому, что некачественная версия не пошла в российский эфир, и выразил надежду, что удастся сделать фильм более качественным и хорошо смонтированным.
Выпуск фильма на DVD был запланирован фирмой «Парадиз Digital» на июнь 2006 года.

## Критика
В ноябре 2005 года Светлана Степаненко и Михаил Манской на страницах газеты «Время новостей» предполагали, что, выйдя накануне парламентских выборов Украины 2006 года, на которых каждая партия будет гореть желанием показать избирателям свою патриотичность, почти автобиографичный проект Андрея Данилко «Приключения Верки Сердючки» вызовет очередной скандал своим сюжетом, поскольку ультраправым националистам, без сомнения, должна будет усмотреться попытка привития украинцам комплекса «второсортности» в стремлении вырвавшейся из украинской глуши Верки Сердючки к карьерному росту именно в московском шоу-бизнесе.
В декабре 2005 года Светлана Федотова на страницах газеты «Вечерняя Москва» назвала «Приключения Верки Сердючки» жизнеподобными, отметив, что в ней Андрей Данилко, уже испробовавший ранее многие жанры, наконец-то дозрел до автобиографического. По утверждению Федотовой, режиссёром Семёном Горовым и сценаристом Григорием Ховрахом не ставилась задача полного документирования биографии Сердючки, поэтому сюжет развлекательной картины весьма незамысловат, а жизненный путь, пройденный всенародно любимой проводницей при восхождении на вершину шоу-бизнеса, представлен достаточно схематично.
В январе 2006 года кино-журналист Олег Вергелис в издании «Зеркало недели» писал, что «Приключения Верки Сердючки», анонсированные как кино о «трудном детстве» героини не поддаются осмыслению. По мнению Вергелиса эта полуторачасовая «фильма» стала как бы преамбулой к новогоднему поздравлению Президента Украины Ющенко, и такое «соседство» на телеэкране смотрелось и странно и подозрительно. Несмотря на понимание соответствующей необходимости, Вергелис не смог отнестись к этому «программному приколу» с юмором из-за того, что ему скулы свело этой «вещицей» про «чучело, которое поёт», оказавшейся не только за гранью зла, добра, профессионализма и вкуса, но и особенной, по выражению Вергелиса, суперкреативной разновидностью телевизионного «деграданса». По утверждению Вергелиса, в сравнении с «Приключениями Верки Сердючки» даже многократно высмеянные «Зайцы» с Галкиным и Пугачёвой могут показаться снятыми на уровне «Теней забытых предков» или «Ночей Кабирии». По мнению Вергелиса, абсолютно верно поступил Константин Эрнст, запретивший показ «Приключений» в новогоднем эфире российского первого канала и залатавший дыру в программе упомянутыми «Зайцами», поскольку местом для отходов и брака должна быть мусорная корзина, а не прайм-тайм на самом рейтинговом канале.
В 2022 году исследователи Давид Кашуба и Анна Светлова в своей научной статье, посвящённой сравнению творчества Верки Сердючки и Славомира, отмечали, что оба исполнителя культивируют противопоставление сельской периферии городской цивилизации. При этом в творчестве Верки Сердючки роль городского «цивилизованного» мира играет не Киев, а Москва (вероятно, как столица бывшего СССР), что для всех, включая зрителей, подразумевается, как очевидный контекст, хотя и не указывается в большинстве клипов напрямую. Но в псевдобиографическом фильме «Приключения Верки Сердючки» чётко подчёркивается, что Верка добивается настоящего мирового успеха только тогда, когда ей удаётся попасть в Москву и покорить своим обаянием столичную публику.